# Asociación de Tenistas Profesionales
La Asociación de Tenistas Profesionales (ATP) es el ente rector que organiza los circuitos profesionales de tenis masculino ATP Tour, ATP Challenger Tour, y ATP Champions Tour; y que elabora el Ranking ATP. 
La asociación se fundó en 1972 con la intención de proteger y velar por los intereses de todos aquellos jugadores masculinos de tenis. En 1973 las mujeres formalizaron la Asociación de Tenis Femenino con el mismo propósito.
La sede central de la ATP se encuentra en Londres, Gran Bretaña; la división americana se asienta en Ponte Vedra Beach, Florida; la europea reside en Mónaco, y finalmente aquella dedicada al resto del mundo -incluyendo África, Asia y Oceanía- tiene su base de operaciones en Sídney, Australia.

## Historia
Fue fundada en 1972 por un grupo de jugadores y su administración recayó por primera vez en las personas de Jack Kramer y Cliff Drysdale. La organización pronto asumió la responsabilidad de crear un ranking oficial de tenistas profesionales, el cual comenzó el año siguiente y prosigue en nuestros días. En el período comprendido entre 1974 y 1989, del circuito se encargó un subcomité conocido como Consejo del Tenis Masculino, integrado por representantes de la Federación Internacional de Tenis, la ATP y diversos directores de torneos.
Cuando la ATP propuso y, a la postre, consiguió que el citado consejo aprobase la implantación de pruebas antidopaje, el tenis se convirtió en el primer deporte a nivel profesional con un programa flexible de esas características.
Pero el circuito seguía siendo manejado por directores de torneos. La falta de influencia de los propios jugadores desencadenó un motín en 1988 por parte de estos, que afectó sustancialmente a la estructura del circuito. Así, se atribuye al director ejecutivo de la ATP, Hamilton Jordan, la ya famosa "Conferencia de Prensa del Aparcamiento", que daría como resultado su propio circuito de la ATP. Asimismo, esta refundación puso fin a un polémico litigio mantenido con Volvo y Donald Dell. 
En 1991, la asociación poseía ya sus primeros derechos televisivos con los que retransmitir globalmente diecinueve eventos celebrados en distintos países del mundo. Más tarde, en 1995, daría el salto a Internet en forma de web, y firmaría contratos multimillonarios de larga duración con Mercedes-Benz.
En 2008, ciertos litigios jurídicos, que básicamente giraban en torno a los mismos asuntos, provocaron una nueva reestructuración del circuito.

## Categorías de torneos
El ATP Tour consta de cuatro categorías de torneos: ATP Tour Masters 1000, ATP Tour 500, y ATP Tour 250, y es el primer nivel del tenis masculino profesional. A continuación viene el segundo nivel, el ATP Challenger Tour. El tercer nivel es el ITF World Tennis Tour, que es competencia de la Federación Internacional de Tenis; sus resultados se contabilizan dentro del ATP Entry Ranking.  
La ATP también organiza la Copa ATP y el ATP Champions Tour.
Los torneos de Grand Slam se desarrollan bajo supervisión de la Federación Internacional de Tenis, pero de igual manera son válidos de cara al Ranking ATP.
Los jugadores y los equipos de dobles que acumulan la mayor cantidad de puntos durante la temporada ganan el derecho a disputar las ATP Finals, en jurisdicción bilateral junto a la ITF.
La siguiente tabla ofrece detalles estructurales sobre la organización de torneos en el circuito de tenis profesional (2017):
| Categoría del evento                  | Número | Dinero en premios (USD)  | Puntos para el Ranking | Institución competente |
| ------------------------------------- | ------ | ------------------------ | ---------------------- | ---------------------- |
| Grand Slam                            | 4      | TBD                      | 2000                   | ITF                    |
| ATP World Tour Finals                 | 1      | 7 500 000                | 1100-1500              | ATP & ITF              |
| ATP Tour Masters 1000                 | 9      | de 3 748 925 a 5 452 985 | 1000                   | ATP                    |
| ATP Tour 500                          | 13     | de 1 333 085 a 2 249 215 | 500                    | ATP                    |
| ATP Tour 250                          | 40     | de 404 780 a 1 189 605   | 250                    | ATP                    |
| ATP Challenger Series                 | 178    | de 35 000+H a 125 000+H  | 80 a 125               | ATP                    |
| ITF World Tennis Tour (antes Futures) | 534    | de 15 000 a 25 000+H     | 10 a 20                | ITF                    |
| Copa Davis                            | 1      | 1 750 000                | -                      | ITF                    |

### Cambios en 2009 y torneos actuales
En 2009 los torneos ATP World Tour fueron clasificados como ATP World Tour Masters 1000, ATP World Tour 500 y ATP World Tour 250. De forma general, se puede considerar que los torneos Tennis Masters Series pasaron a ser los nuevos Masters 1000 y los torneos ATP International Series Gold y ATP International Series pasaron a ser los torneos ATP 500 y ATP 250 respectivamente.
Los Masters 1000 incluyen en 2016 torneos en Indian Wells, Miami, Monte Carlo, Madrid, Roma, Toronto, Cincinnati, Shanghái y París. El torneo de final de año, el Tour Finals, se trasladó a Londres. Hamburgo ha sido reemplazado por el nuevo torneo sobre tierra batida en Madrid, que combina torneo de hombres y mujeres. A partir de 2011, Roma y Cincinnati también serán torneos combinados hombres/mujeres. Se han establecido fuertes sanciones a los mejores jugadores del ranking que no jueguen los torneos Masters 1000 series, a menos que se presenten evidencias médicas que así lo requieran. Los planes para eliminar los torneos de Monte Carlo y Hamburgo de la categoría Masters Series provocó fuertes controversias y protestas tanto de jugadores como de los organizadores. Hamburgo y Monte Carlo elevaron pleitos contra la ATP, y como concesión se decidió que Monte Carlo permanecerá como torneo de nivel Masters 1000, con más premios en metálico y 1000 puntos de ranking, pero ya no será más un torneo de participación obligatoria para los jugadores de más ranking. A continuación, Monte Carlo retiró su demanda. A Hamburgo se le mantuvo la condición de torneo de nivel 500 en verano. Hamburgo no aceptó esta decisión, pero más tarde perdió la demanda ante los tribunales.
El nivel 500 incluye en 2016 los torneos de Rótterdam, Río de Janeiro,  Acapulco, Dubái, Barcelona, Halle, Londres, Hamburgo, Washington, Pekín, Tokio, Viena y Basilea.
La ATP y la ITF acordaron que el Grupo Mundial de la Copa Davis y los playoffs del Grupo Mundial concedan un total de hasta 500 puntos. Los jugados acumularán puntos a lo largo de las 4 rondas y los playoffs, y esto contará como uno de los mejores 4 resultados de los jugados en los torneos de nivel 500. Se conceden 125 puntos adicionales al jugador que gana los 8 partidos y ganan la Copa Davis.

Por otro lado, el dominio del website cambió a "www.atpworldtour.com".

### Formato de torneos
La gran mayoría de los ATP 250 y 500 tienen 28 o 32 jugadores en el cuadro principal del torneo individual. Cuando hay 28 jugadores, los cuatro mejores preclasificados ingresan en segunda ronda (octavos de final). Generalmente, la primera ronda se juega los lunes y martes, la segunda ronda los miércoles y jueves, los cuartos de final el viernes, las semifinales el sábado, y la final el domingo.
Cuatro ATP 250 y 500 tienen 48 jugadores en el cuadro principal del torneo individual, en los que los 16 mejores preclasificados ingresan en segunda ronda (16.os de final). Entre 16 y 32 jugadores participan en la etapa clasificatoria del torneo individual. Todos los ATP 250 y 500 tienen 16 parejas de dobles en el cuadro principal, y contados casos hay etapa clasificatoria.
Los Masters de Indian Wells y Miami tienen 96 jugadores en el cuadro principal del torneo individual, por lo que se disputan a lo largo de dos semanas. Los siguientes Masters tienen 56 jugadores, y el Masters de París tiene 48 jugadores. La cantidad de jugadores en la etapa clasificatoria va desde 24 hasta 48 jugadores. Los Masters tienen 24 parejas de dobles en el cuadro principal, salvo Indian Wells y Miami, que tienen 32 parejas.

### Calendario anual de torneos
Estos son los torneos organizados en 2023:
| Categoría               | enero                  | febrero                                       | marzo                        | abril                                       | mayo          | junio                                          | julio     | agosto             | septiembre            | octubre             | noviembre                      |
| ----------------------- | ---------------------- | --------------------------------------------- | ---------------------------- | ------------------------------------------- | ------------- | ---------------------------------------------- | --------- | ------------------ | --------------------- | ------------------- | ------------------------------ |
| Grand Slam / ATP Finals | Australian Open        |                                               |                              |                                             | Roland Garros |                                                | Wimbledon | US Open            |                       |                     | ATP Finals Next Gen ATP Finals |
| ATP Masters 1000        |                        |                                               | Indian Wells Miami           | Montecarlo                                  | Madrid Roma   |                                                |           | Toronto Cincinnati |                       | Shanghái            | París                          |
| ATP 500                 |                        | Róterdam Dubái Acapulco                       |                              | Barcelona                                   |               | Queen's Club Halle                             | Hamburgo  |                    | Pekín                 | Tokio Viena Basilea |                                |
| ATP 500                 | Río de Janeiro         | Washington                                    |                              | Barcelona                                   |               | Queen's Club Halle                             |           |                    | Pekín                 | Tokio Viena Basilea |                                |
| ATP 250                 | Adelaida Pune Auckland | Montpellier Dallas Delray Beach Doha Marsella |                              | Houston Marrakech Estoril Múnich Bania Luka | Ginebra Lyon  | Stuttgart 's-Hertogenbosch Mallorca Eastbourne | Newport   | Winston-Salem      | Chengdú Zhuhai Astaná | Estocolmo Amberes   | Metz Tel Aviv                  |
| ATP 250                 | Adelaida Pune Auckland | Montpellier Dallas Delray Beach Doha Marsella | Gstaad Bastad Umag Kitzbühel | Houston Marrakech Estoril Múnich Bania Luka | Ginebra Lyon  | Stuttgart 's-Hertogenbosch Mallorca Eastbourne |           | Winston-Salem      | Chengdú Zhuhai Astaná | Estocolmo Amberes   | Metz Tel Aviv                  |
| ATP 250                 | Adelaida Pune Auckland | Córdoba Buenos Aires Santiago                 | Atlanta Los Cabos            | Houston Marrakech Estoril Múnich Bania Luka | Ginebra Lyon  | Stuttgart 's-Hertogenbosch Mallorca Eastbourne |           | Winston-Salem      | Chengdú Zhuhai Astaná | Estocolmo Amberes   | Metz Tel Aviv                  |

     Dura
     Tierra batida
     Hierba

## Clasificación
La ATP publica semanalmente una clasificación de jugadores profesionales. Lo define como: "el método objetivo basado en méritos particulares empleado para determinar el acceso a torneos tanto individuales como de dobles y para la nominación de favoritos (cabezas de serie) en cada uno de ellos, con pequeñas modificaciones para el World Team Championship, el World Doubles Championship y el ATP Finals. El periodo que engloba el Entry Ranking es el de las últimas 52 semanas, exceptuando al ATP Finals, que deja de contar el lunes siguiente al último evento ATP del año venidero, y torneos Future Series, que sólo son contabilizados en el sistema en el segundo lunes tras la semana a la que corresponden. Una vez registrados todos los torneos, con la susodicha salvedad del ATP Finals, quedan fijados en el sistema durante 52 semanas ininterrumpidas."
Los únicos tenistas que han estado más de 200 semanas como número 1 en el ranking ATP han sido: el serbio Novak Djokovic, el suizo Roger Federer, los norteamericanos Pete Sampras y Jimmy Connors, el checo Ivan Lendl y el español Rafael Nadal.

## Estructura organizativa
Desde el 1 de enero de 2020, Andrea Gaudenzi es el presidente de ATP y Máximo Calvelli es el director Ejecutivo. Mark Young es el vicepresidente, David Massey es el vicepresidente Ejecutivo para la división europea y Alison Lee para el grupo Internacional.
El Consejo de Directores ATP incluye al Presidente, junto con tres representantes de torneos y tres representantes de jugadores. Los representantes de jugadores son elegidos por el Consejo ATP de Jugadores. Los actuales miembros del consejo son:
- Presidente: Andrea Gaudenzi

- Representantes de jugadores:
  - Américas: Mark Knowles
  - Europa: Alex Inglot
  - Internacional: David Edges
- Representantes de torneos:
  - Américas: Gavin Forbes
  - Europa: Herwig Straka
  - Internacional: Charles Humphrey Smith

El Consejo de Jugadores ATP, formado por 12 miembros, emite recomendaciones al Consejo de Directores, que tiene el poder de aceptar o rechazar las sugerencias del Consejo. A 8 de agosto de 2019, el Consejo está formado por cuatro jugadores ubicados en el Top 50 individual (Kevin Anderson –Vicepresidente–, Rafael Nadal, John Isner, Sam Querrey), dos jugadores situados entre el n.º 51 y el n.º 100 (Yen-Hsun Lu y Vasek Pospisil), dos doblistas Top 100 (Jurgen Melzer y Bruno Soares), dos miembros generales (Novak Djokovic –Presidente– y Roger Federer), un exjugador (Colin Dowdeswell) y un entrenador (Brad Stine).
El Consejo de Torneos ATP está formado por 13 miembros, con cinco representantes de la región europea, cuatro representantes de la región de las Américas y cuatro representantes del Grupo Internacional de torneos.